# Kolno (gemeente in powiat Olsztyński)
De gemeente Kolno is een landgemeente in het Poolse woiwodschap Ermland-Mazurië, in powiat Olsztyński.
De zetel van de gemeente is in Kolno.
Op 30 juni 2004 telde de gemeente 3529 inwoners.

## Oppervlakte gegevens
In 2002 bedroeg de totale oppervlakte van gemeente Kolno 178,34 km²
De gemeente beslaat 6,27% van de totale oppervlakte van de powiat.

## Administratieve plaatsen (sołectwo)
Bęsia, Górowo, Kabiny, Kolno, Kominki, Kruzy, Lutry, Ryn Reszelski, Samławki, Tarniny, Tejstymy, Wągsty, Wójtowo, Wysoka Dąbrowa.

## Overige plaatsen
Augustówka, Bocianowo, Gajówka Augustowska, Górkowo, Kolenko, Oterki, Otry, Wólka.

## Aangrenzende gemeenten
Biskupiec, Bisztynek, Jeziorany, Reszel, Sorkwity